# 華盛頓克羅辛 (新澤西州)
華盛頓克羅辛（英語：Washington Crossing）是位於美國新澤西州默瑟縣的普查規定居民點。

## 人口
根據2020年美國人口普查的數據，華盛頓克羅辛的面積為0.75平方千米，當中陸地面積為0.65平方千米，而水域面積為0.10平方千米。當地共有人口371人，而人口密度為每平方千米494.67人。